# Jane Morgan (Künstlerin)

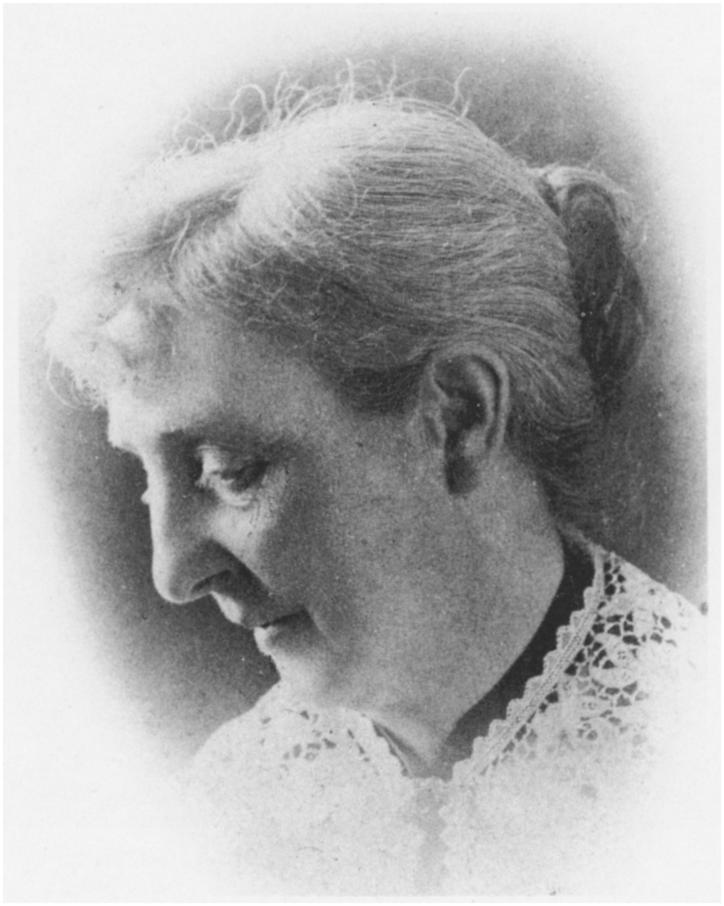
Jane Morgan

Jane Morgan (* 1832 in Prospect Hill, Carrigrohane, Grafschaft Cork; † 4. April 1899 auf Staten Island, New York City, New York) war eine irische Malerin und Bildhauerin.

## Leben
Jane Morgan war eines von fünf Kindern von Anthony Morgan und wurde in Prospect Hill geboren, heute Ardnalee.
Sie studierte bei Robert Richard Scanlan an der Cork School of Design und bei Joseph Robinson Kirk. 1865 zogen sie und ihre Schwester Maria „Middy“ Morgan nach Rom, wo Jane Morgan mit dem Kreis der im Ausland lebenden Künstler wie Harriet Hosmer und Emma Stebbins in Kontakt kam. Jane Morgan studierte Kunst in Rom, Kopenhagen, Düsseldorf und München, wo sie fünfzehn Jahre lang lebte.
1884 folgte Morgan ihrer Schwester Middy in die Vereinigten Staaten, wo diese als Journalistin für den New York Herald arbeitete. Die Schwestern wohnten in einem ungewöhnlichen Haus in der Dekay Street auf Staten Island, über das in mehreren Zeitungsartikeln berichtet wurde. Es handelte sich um ein dreistöckiges Backsteinhaus mit einem Mansarddach. Die Balken waren aus Eisen und die Böden aus Stein und Ziegeln. Die oberen Stockwerke waren nur über eine Leiter erreichbar; das Haus sollte sowohl feuer- als auch einbruchsicher sein. Im Inneren wurden die Wände von Jane Morgan mit Intarsien verziert, an denen sie fünf Jahre arbeitete.
Nach dem Tod ihrer Schwester im Jahr 1892 bewohnte sie das Haus alleine. Jane Morgan starb im Alter von etwa 67 Jahren in ihrem Haus auf Staten Island an Diphtherie. Nach ihrem Tod wurden die Gemälde und Intarsien im Haus an einen Verwandten verkauft und in Hollybrook House, Skibbereen, ausgestellt.

## Karriere
Morgan gewann 1860 einen Preis für ihre lebensgroße Skulptur Nourmahal und stellte 1865 zwei Marmorarbeiten in Dublin aus.
Zu ihren Gemälden gehören großformatige menschliche Gruppenbilder bzw. Tableaus, in denen sie Details wie die Kleidung gekonnt einfängt, beispielsweise Monks and a Courtier (1883), das sich in einer Privatsammlung befindet. Ihr Is That All? (1898) im Ulster Museum in Belfast zeigt eine Frau und ihr Kind, die ihre wertvollen Besitztümer an einen Pfandleiher verkaufen.